# Emigracyjny rząd Sydora Hołubowycza
Emigracyjny rząd Sydora Hołubowycza – emigracyjny rząd Zachodnioukraińskiej Republiki Ludowej, działający w latach 1920–1923 pod przewodnictwem Sydora Hołubowycza w Wiedniu.
W lipcu 1919 Ukraińska Armia Halicka, wskutek przegranej wojny polsko-ukraińskiej, wycofała się za rzekę Zbrucz, na terytorium Ukraińskiej Republiki Ludowej. Rząd, oraz urzędnicy ZURL przenieśli się do Kamieńca Podolskiego, gdzie dołączył do nich również rząd URL. 12 listopada odbyło się tam ostatnie wspólne posiedzenie obu rządów, na którym Jewhen Petruszewycz zaproponował usunięcie ze stanowiska Symona Petlury.
W związku z tym, że Kamieniec Podolski został zaatakowany przez oddziały Armii Ochotniczej, 16 listopada wieczorem Jewhen Petruszewycz, płk. Wilhelm Habsburg, grupa wyższych urzędników ZURL oraz kompania ochrony udały się przez Rumunię do Wiednia.
1 sierpnia 1920 utworzono emigracyjny rząd Dyktatora Zachodnioukraińskiej Republiki Ludowej, którego zadaniem miała być dyplomatyczna walka o odzyskanie niepodległości ZURL za pomocą działań dyplomatycznych.
Przewodnictwo rządu jako prezydent-dyktator objął Jewhen Petruszewycz. Premierem rządu został Sydir Hołubowycz, sekretarzem spraw zagranicznych Stepan Wytwyćkyj, sekretarzem propagandy politycznej Kost Łewycki, sekretarzem spraw wewnętrznych i sądownictwa Osyp Haninczak, a sekretarzem finansów i handlu Wołodymyr Synhałewycz. Sformowano również Radę Doradczą, w skład której weszło 7 członków Ukraińskiej Rady Narodowej ZURL. 11 sierpnia Petruszewycz włączył dodatkowo w skład rządu dodatkowo referenta do spraw kraju, którym został Roman Perfećkyj.
Rząd emigracyjny podejmował ciągłe inicjatywy dyplomatyczne w celu odzyskania niepodległości ZURL, rozmawiając z Ligą Narodów, Radą Najwyższą Ententy, oraz Radą Ambasadorów.  
Paryska konferencja pokojowa zatwierdziła 25 czerwca 1919 administrację tymczasową Polski na terytorium Galicji Wschodniej. Państwa Ententy i organy przez nie wyłonione (Rada Ambasadorów, Rada Ligi Narodów) do 14 marca 1923 uznawały Galicję Wschodnią za terytorium sporne, nie należące do państwa polskiego, nad którym suwerenność sprawują państwa Ententy na mocy traktatu pokojowego Ententy z Austrią. Ententa nigdy nie uznała również de iure Zachodnioukraińskiej Republiki Ludowej. W odniesieniu do terytorium Galicji Wschodniej próbowała wprowadzić rozwiązania prowizoryczne, długoletniego (25 lat) mandatu dla Polski na zarządzanie Galicją, przy zapewnieniu temu terytorium statusu autonomii terytorialnej. Po upływie okresu mandatu miało nastąpić rozstrzygnięcie plebiscytowe. Intencją polityczną państw Ententy w czasie podejmowania tych rozstrzygnięć, było zachowanie terytorium Galicji Wschodniej dla białej Rosji. Polska sprzeciwiała się tym koncepcjom, jednocześnie realizując na administrowanym terytorium politykę faktów dokonanych, integrujących je z państwem polskim.
We wrześniu 1921 delegacja ZURL w składzie: Kost Łewyćkyj, Ernest Breiter, Osyp Nazaruk, Łuka Myszuha, złożyła ostry protest przeciw postanowieniom traktatu ryskiego, ustanawiającym granicę między Polską a Ukraińską Socjalistyczną Republiką Radziecką wzdłuż Zbrucza. W 1921 Rada Ligi Narodów, wskutek działań rządu ZURL,  podjęła uchwałę o organizacji w 1922 roku międzynarodowej konferencji na temat prawnego statusu Galicji. Na wiosnę 1922 sprawę ZURL omawiano na konferencji genueńskiej.
Po utrwaleniu władzy sowieckiej w Rosji i upadku oczekiwań na restytucję Rosji niebolszewickiej, 15 marca 1923 Rada Ambasadorów uznała suwerenność Polski na terytorium Galicji Wschodniej, przy zastrzeżeniu wprowadzenia przez Polskę statusu autonomicznego dla tego terytorium, czego surogat stanowiła ustawa o samorządzie wojewódzkim z września 1922, stwierdzająca już w samym tytule szczególny charakter terytorium Galicji Wschodniej w ramach państwa polskiego.
W związku z decyzją Rady Ambasadorów rząd ZURL, przebywający na emigracji w Wiedniu rozwiązał się 15 marca 1923.